# St. Laurentius (Isenbrunn)

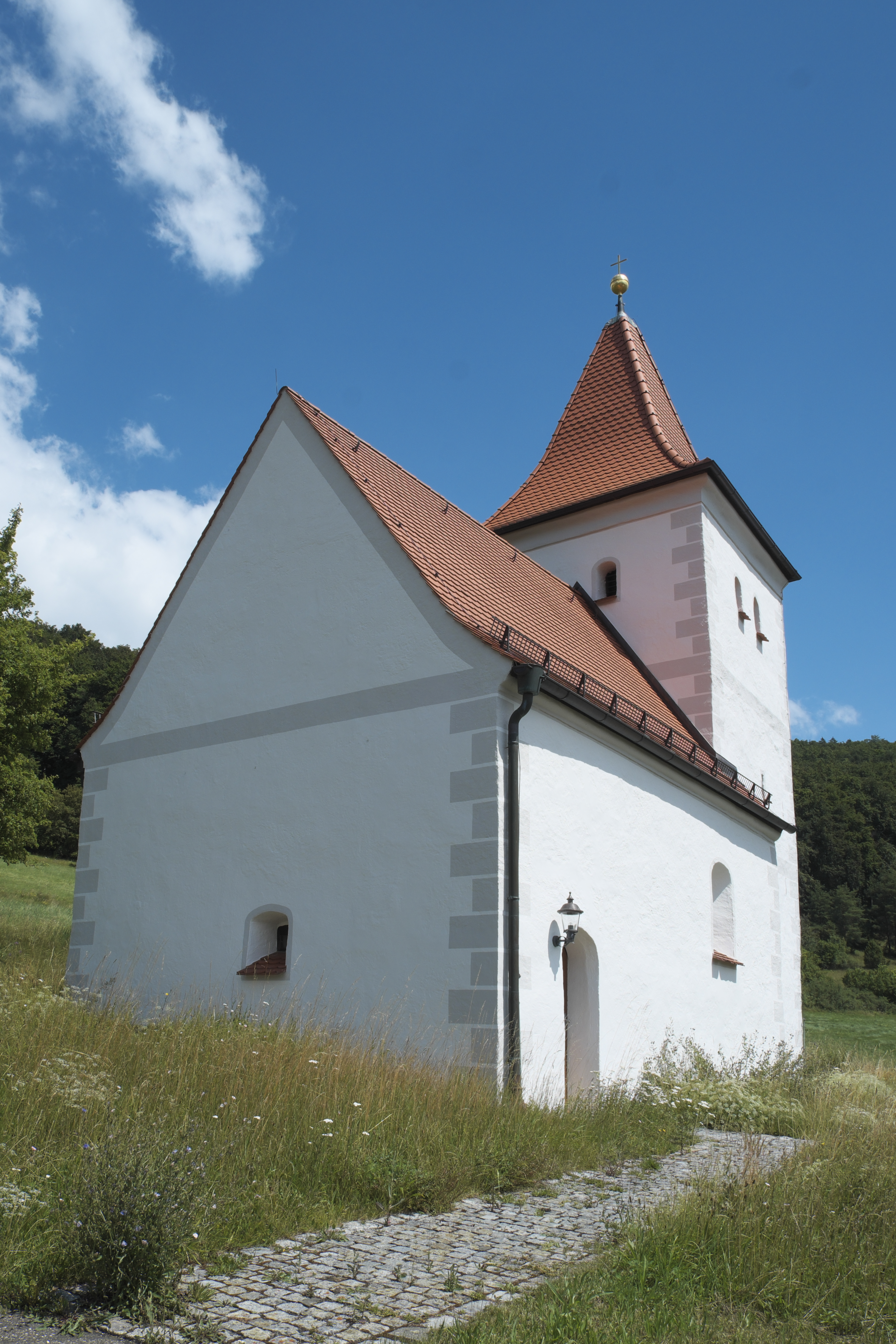
St. Laurentius in Isenbrunn

Die römisch-katholische Filialkirche St. Laurentius steht in Isenbrunn, einem Gemeindeteil von Walting im oberbayerischen Landkreis Eichstätt. Sie ist in der Liste der Baudenkmäler in Walting als Nummer D-1-76-165-29 eingetragen. Die Kirche gehört zum Dekanat Eichstätt des Bistums Eichstätt.

## Beschreibung
Die im 11. Jahrhundert errichtete romanische Saalkirche wurde 1702 und in den Folgejahren barock verändert. Sie besteht aus dem von einem Satteldach bedeckten Langhaus und dem mit einem Pyramidendach abgeschlossenen Chorturm im Osten.
Der Innenraum des Langhauses ist mit einer Flachdecke überspannt, der des Chors, d. h. das Erdgeschoss des Chorturms, mit einem Tonnengewölbe. Der um 1759 aufgestellte Altar ist mit einer Skulptur des Laurentius von Rom verziert.